# Alfred Saker
Alfred Saker (Wrotham, Kent, 21 de julio de 1814 — Peckham, 12 de marzo de 1880) fue un misionero bautista británico de la Sociedad Misionera Bautista.

## Biografía

### Primeros años
El 4 de enero de 1834, a la edad de 19 años, fue bautizado por el Sr. Fremling en la iglesia bautista de su ciudad. En octubre de 1839, fue enviado durante nueve meses a Deptford, en un astillero, para supervisar la construcción de maquinaria. En 1840 se casó con Helen Jessup.

### Ministerio
En 1843, Alfred Saker con su esposa, fue contratado como misionero por la Sociedad Misionera Bautista y tomó un barco a Jamaica, antes de llegar a Port Clarence (Malabo) en Fernando Poo (isla de Bioko, Guinea Ecuatorial) en 1844. 
En 1845, se unió a Douala en Camerún y fundó allí una escuela.
En 1849, Saker fundó la Iglesia Bautista Bethel. 
En 1858, Alfred Saker regresó con Joseph Merrick y un pequeño grupo de esclavos. Alfred Saker compró una gran propiedad (16 km x 8 km) del rey Guillermo de Bimbia. El grupo además compró una escuela, una iglesia y otras propiedades para la misión. Debieron enfrentarse a problemas de salud y hostilidad por parte de los habitantes. Abrieron iglesias, farmacias y centros de cuidado, donde entrenaron a un gran número de pastores, zapateros, albañiles y carpinteros cameruneses que ayudaron en la construcción de la Iglesia de Béthel en 1860.

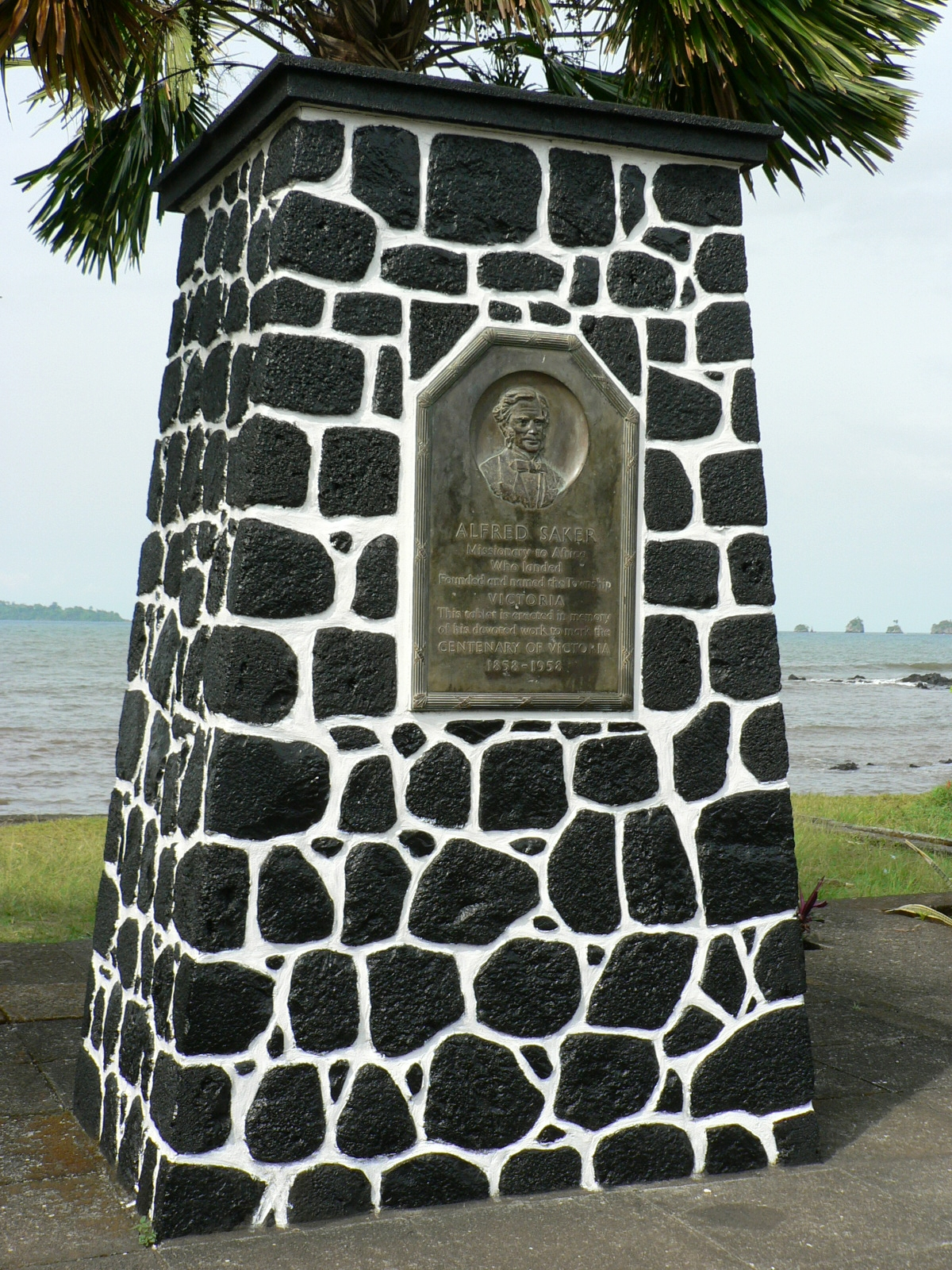
Monumento a Alfred Saker en Limbe.

Considerado por David Livingstone, como el misionero más influyente en África occidental, Saker fundó en Camerún la ciudad de Victoria, hoy en día conocida como Limbe (desde 1982), en 1858. Como parte de sus esfuerzos de evangelización, tradujo la Biblia a duala entre 1862 y 1872. Solicitó al gobierno inglés hacer de esta área un Territorio Británico de Ultramar.
Una escuela bautista de Limbe, Saker Baptist College, fue nombrada en su honor.